# František Kugler
František Kugler (29. srpna 1929 – 27. ledna 1991) byl český a československý politik Komunistické strany Československa a poslanec Sněmovny lidu Federálního shromáždění za normalizace.

## Biografie
K roku 1971 a 1976 se profesně uvádí jako předseda JZD. Šlo o JZD v obci Blučina.
Ve volbách roku 1971 zasedl do Sněmovny lidu (volební obvod č. 92 - Židlochovice, Jihomoravský kraj). Mandát obhájil ve volbách roku 1976 (obvod Brno-venkov). Ve Federálním shromáždění setrval do konce funkčního období, tedy do voleb v roce 1981.